# 44a edició de les Diosas de Plata
La 44a entrega de les Diosas de Plata es va dur a terme el 21 d'abril de 2015 al Teatre 1 del Centre Cultural (abans Telmex), situat a Avinguda Cuauhtémoc número 19 cantonada amb carrer Puebla, a la Colonia Roma, a Mèxic. La llista de nominats es va fer pública el 8 d'abril de 2015 en la seu de l'Hotel Crowne Plaza a la Ciutat de Mèxic.
La pel·lícula amb més premis fou Guten Tag, Ramón, que va guanyar set premis (entre elles millor pel·lícula, direcció i guió), mentre que la més nominada, que fou Obediencia perfecta només se'n va dur tres,

## Guanyadors i nominats
Nota: Els guanyadors estan llistats primer i destacats en negreta. ⭐
| Millor pel·lícula - Guten Tag, Ramón ⭐ - Cantinflas - Obediencia perfecta - La dictadura perfecta - Gloria - González: Falsos profetas | Millor direcció "Emilio Fernández" - Jorge Ramírez Suárez per Guten Tag, Ramón ⭐ - Luis Estrada per La dictadura perfecta - Luis Urquiza per Obediencia perfecta - Diego Luna per César Chávez |
| Millor actor - Harold Torres per González: Falsos profetas ⭐ - Kristyan Ferrer per Guten Tag, Ramón - Alfonso Herrera per La dictadura perfecta - Juan Manuel Bernal por Obediencia perfecta - Eduardo Manzano per La hija de Moctezuma - Marco Perez por Gloria             | Millor actriu María Félix - Sofía Espinosa per Gloria ⭐ - Ilse Salas per Cantinflas - Marimar Vega per Amor de mis amores - Adriana Louvier per Fachon Models - Kate del Castillo per Visitantes |
| Millor coactuació femenina Silvia Derbez - Mar Contreras per Que le dijiste a Dios ⭐ - Silvia Navarro per La dictadura perfecta - Dulce María per Por que los hombres son infieles - Sandra Echeverría per Amor de mis amores - Ludwika Paleta per Volando bajo              | Millor coactuació masculina - Juan Ignacio Aranda per Obediencia perfecta ⭐ - Luis Gerardo Méndez per Cantinflas - Humberto Zurita per Canon - Tony Dalton per La dictadura perfecta |
| Millor revelació masculina - - Sebastián Aguirre per Obediencia perfecta ⭐ - Víctor García per Que le dijiste a Dios - Andrés Bustamante per El crimen del Cácaro Gumaro - Rodrigo Virago per Casi 30                                                                        | Millor revelació femenina - Raquel Garza per La hija de Moctezuma ⭐ - Erika de la Rosa per Que le dijiste a Dios - Daniela Rincón per Paraíso - Miriam Higareda per Casése quien pueda - Mariana Seoane per Canon |
| Millor actor de quadre masculí - Osvaldo Benavides per La dictadura perfecta ⭐ - Luis Ernesto Franco per Obediencia perfecta - Rafael Inclán per Volando bajo - Luis Gerardo Méndez per Paraíso                                                                              | Millor actriu de quatre - Adriana Barraza per Guten Tag, Ramón ⭐ - Ana Brenda Contreras per Volando bajo - Regina Orozco per Que le dijiste a Dios - Eiza González per Casi 30 |
| Millor Opera Prima - Güeros per Alonso Ruizpalacios ⭐ - Obediencia perfectaper Luis Urquiza - Pánico 5 Bravo per Kuno Becker - Casi 30 per Alejandro Sugich Lopez Arias | Millor fotografia - Carlos Hidalgo per Guten Tag, Ramón ⭐ - Sergei Saldivar Tanaka per Obediencia perfecta ⭐ - Daniel Jacobs per Volando bajo - Alberto Lee per La hija de Moctezuma - Martín Boege per Gloria |
| Millor edició - Sonia Sánchez Carrasco, Sam Baixauli i Jorge Ramírez Suárez per Guten Tag, Ramón ⭐ - Jorge Macaya per Obediencia perfecta - Mariana Rodríguez per La dictadura perfecta - Adriana Martínez i Patricia Rommel per Gloria                                      | Millor guió - Jorge Ramírez Suárez per Guten Tag, Ramón ⭐ - Luis Estrada i Jaime Sampietro per La dictadura perfecta ⭐ - Kuno Becker per Pánico 5 bravo - Luis Urquiza y Ernesto Alcocer per Obediencia perfecta - Sabrina Berman per Gloria |
| Millor música de fons - Rodrigo Flores López per Guten Tag, Ramón ⭐ - Alejandro Giacomán per Obediencia perfecta - Dario González Valderrama per Paraíso - Joan Valent per Más negro que la noche - Rodrigo Dávila per Odio el amor - Gus Reyes per El lado oscuro de la luz | Millor cançó - «Riete de amor hasta que mueras» per Cantinflas compositor Aleks Syntek ⭐ - "La hija de Moctezuma" per La hija de Moctezuma compositor María Elena Velasco - "Ya no llores más" per Volando bajo compositor Daniel Gutierrez Garduño - "Más oscuro que la noche" per Más negro que la noche compositor León Larregui - "Al final" per Cambio de ruta compositor María León |
| Millor curtmetratge - Aquí no pasa nada per Rafa Lara ⭐ - El último de la bolaper Enoc Leaño - Ramona per Giovanna Zacarias | Millor curtmetratge d'animació - La última cena per Vanesa Quintanilla Cobo ⭐ - El modelo de Pickman per Pablo Ángeles Zuman - El don de los espejos per Mara Soler Guitian |
| Millor documental - Retratos de una búsqueda per Alicia Calderón ⭐ - El cuarto desnudo per Nuria Ibáñez - El hogar al revés per Itzel Martínez Cañizo | Diosas especials - - Diosa de Plata Mauricio Peña Flores a H2O Mx - Diosa de Plata per 75 anys de carrera a: Gustavo Rojo - Diosa de Plata per 45 anys de carrera a: Maribel Fernández - Diosa de Plata per 50 anys de carrera a: Norma Lazareno |